# Hyphessobrycon simulatus
Hyphessobrycon simulatus is een straalvinnige vissensoort uit de familie van de karperzalmen (Characidae). De wetenschappelijke naam van de soort is voor het eerst geldig gepubliceerd in 1960 door Géry.
Het is een bentopelagisch zoekwatervisje dat voorkomt in Frans Guiana en Suriname De vis komt in scholen voor in zwampen en stilstaand rivierwater. Het is een omnivoor.